# 唐古拉翠雀花
唐古拉翠雀花（学名：Delphinium tangkulaense）是毛茛科翠雀属的植物，是中国的特有植物。分布于中国大陆的西藏、青海等地，生长于海拔4,700米至4,900米的地区，一般生长在山坡及湖边沙地，目前尚未由人工引种栽培。

## 异名
- Delphinium tangkulaense W. T. Wang f. xanthanthum W. T. Wang et S. K. Wu